# Rourea prainiana
Rourea prainiana är en tvåhjärtbladig växtart som beskrevs av Talbot. Rourea prainiana ingår i släktet Rourea och familjen Connaraceae. Inga underarter finns listade i Catalogue of Life.